# Новосибирский трамвай
Новосибирский трамвай — система трамвайного движения в городе Новосибирске. Открыта 26 ноября 1934 года. В 2022 году в Новосибирске действуют 10 маршрутов трамвая, которые обслуживаются двумя депо: Левобережным (до объединения в 2000 г. — Ленинское депо и Кировское депо) и Правобережным (до объединения в 2001 г. — Дзержинское депо и Октябрьское депо).
В 1955—(1992)1995 годах система была единой. В 1992 году были изменены трамвайные маршруты №12 и 18 (они проходили через мост, а стали ходить до Площади Маркса. С 1995 года, после демонтажа путей на Октябрьском мосту, трамвай представлен двумя не связанными друг с другом сетями на разных берегах реки Оби.
С 23 декабря 2024 года стоимость проезда в новосибирском трамвае составляет 40 руб., по картам школьника и студента — 20 руб.
Эксплуатационная длина трамвайных путей в городе 74 км двойного пути.
В 2020 году трамваем было перевезено 20 млн человек (для сравнения: в 1980 г. трамваем в Новосибирске было перевезено 183,3 млн пассажиров). При этом доля трамвая в общегородских перевозках общественным транспортом составила около 8 %, среди муниципального транспорта — 13 %.
В 2021 году пассажиропоток составил 20 миллионов человек.
В 2022 г. в сквере за Новосибирским оперным театром в качестве арт-объекта был установлен трамвай модели КТМ-5, ходивший по маршруту №13, а с 2023 г. в нём летом работает литературный клуб.

## История
Первая идея о создании трамвайных линий возникла ещё до революции и начала Первой мировой, в 1914 году. Идею предложило Русское Восточно-Сибирское общество электрических трамваев. Даже началась подготовка проекта и сметы строительства. Через 2 года Министерство внутренних дел Российской империи, для сооружения в городе трамвая и реконструкции электрической станции, даёт разрешение на выпуск облигаций. Однако, затраты оценивались в 4,2 млн рублей, а облигационный заём составлял всего 1,5 млн рублей. Кроме того, тратились большие средства на ведение войны. А после её окончания началась революция и дело было уже не до решения транспортных проблем. Тем не менее росли и городская территория, и количество жителей. И проблема перевозок вскоре вновь встала острой.
Подготовка к строительству Новосибирского трамвая началась с августа 1931 года, а с июня 1933 года началось строительство 1-й линии. Её сооружением занимался трамвайный трест. Помощь оказывали трудящиеся многих предприятий. Открытие первой линии состоялось утром 26 ноября 1934 года и трамвай оставался основным общественным транспортным средством в миллионном городе до середины 1980-х годов (до момента пуска первого участка новосибирского метрополитена).

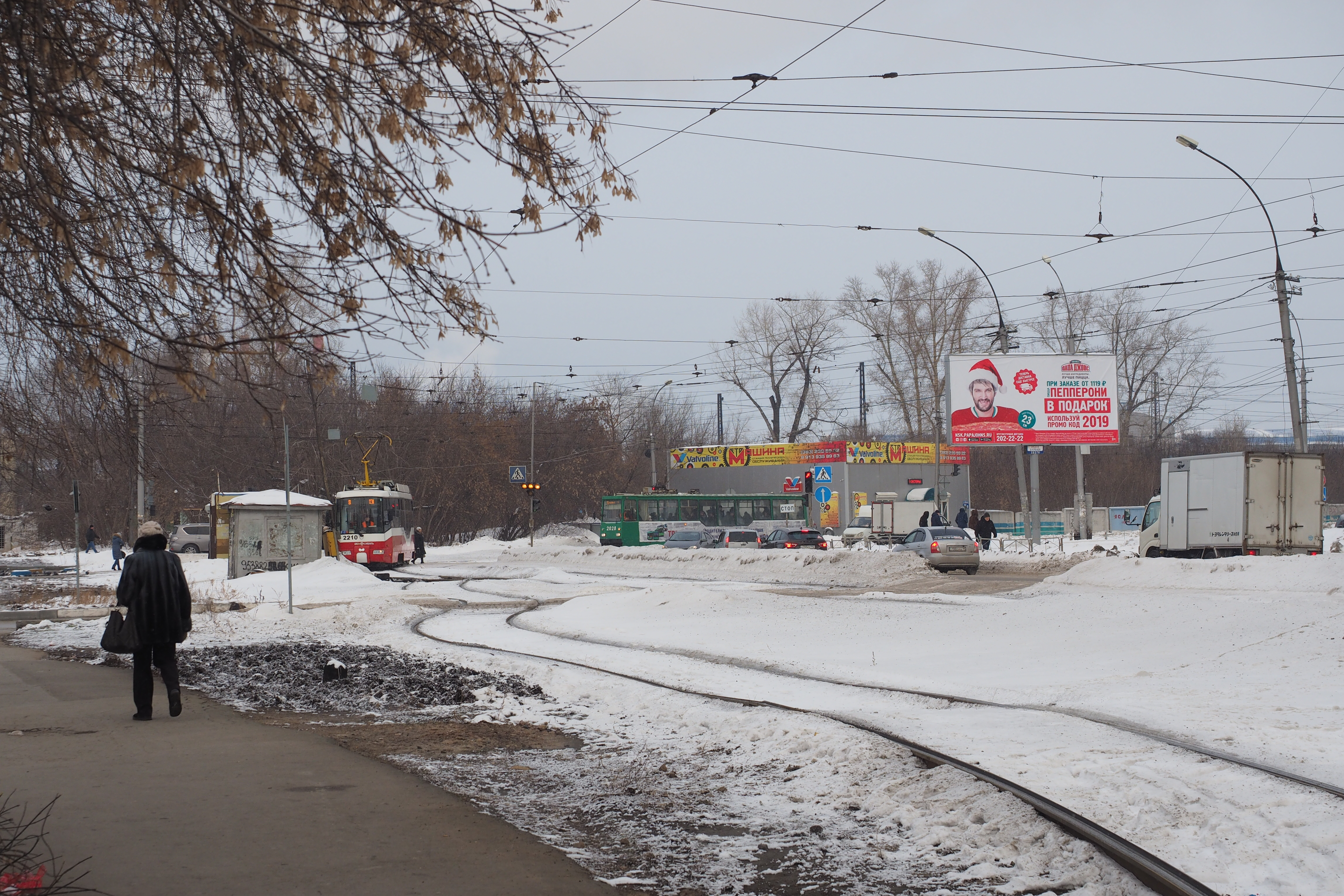
Трамвайные пути с зигзагами, оставшимися после закрытия ответвлений

Первый трамвайный маршрут связал железнодорожный вокзал с центром города. Трамвайные линии прокладывались на участках Вокзал — Ипподромская площадь, Ипподромская площадь — трамвайный парк, Ипподромская площадь — Центр. Питание подстанции осуществлялось от ТЭЦ-1.
Протяжённость первой линии составляла чуть больше четырёх километров. Работало на ней шесть моторных и восемь прицепных вагонов. Моторные были локомотивами, которые вели прицепные вагоны, где и размещались пассажиры. До 1940 года в Новосибирске использовались только трамваи Мытищинского завода.
30 апреля 1941 года открылось движение на левом берегу города. Первый и единственный на тот момент в левобережье маршрут «А» работал с 5 часов утра до 2 часов ночи и проходил по современным улицам Троллейной, Широкой, Станиславского и Титова, следуя мимо железнодорожной станции «Кривощёково», где размещалось трамвайное депо.
Великая Отечественная война отразилась на развитии трамвая в Новосибирске. Началось невыполнение плана по перевозке пассажиров, сокращение маршрутов и вагонов, вызванное износом рельсов и подвижного состава. Не было завершено строительство ещё одного трамвайного парка.
Тяжёлым оказался 1947 год. Сорвался по вине ряда новосибирских заводов капитальный ремонт вагонов, в неудовлетворительном состоянии находилось путевое хозяйство, из-за чего был поставлен печальный рекорд аварийности — 382 схода трамваев с рельсов. В 1948 году новосибирский трамвай входил без ремонтной базы, с недокомплектом штата и отсутствием нужных деталей и материалов. Тем не менее именно в 1947 году наступил перелом в жизни новосибирского трамвая и начался его подъём. Стали строить правобережное депо. Восстановили движение по маршруту № 1 от вокзала до завода «Труд». В 1948 году удалось увеличить протяжённость трамвайных путей на три километра и отремонтировать четыре вагона силами правобережного парка. В том же 1948 году развернулось стахановское движение за восстановление трамвайного хозяйства. Трамвайный парк в 1948 году распределялся следующим образом: 68 пассажирских вагонов на правом берегу и 13 на левом.
20 октября 1955 года было запущено движение трамвая через Коммунальный (Октябрьский) мост, в результате чего разобщённые сети левого и правого берегов Новосибирска объединились в одну.
В ноябре 1964 года сдаётся в эксплуатацию Октябрьское трамвайное депо. В 1972 году его серьёзно реконструировали. Улучшились условия труда и качество обслуживания подвижного состава, что способствовало повышению его эксплуатационных показателей. В 1971 году Левобережное трамвайное депо разделилось на Кировское и Ленинское. Ленинское депо осталось на территории бывшего Левобережного депо, а Кировское переехало во вновь отстроенные помещения.
В 1960-х годах трамвай в Новосибирске перевозил до 60 % общего пассажиропотока. В 1970-х годах трамвай продолжал играть такую же важную роль в городе, как и в предыдущем десятилетии. По состоянию на 1975 год, в Новосибирске длина трамвайного пути (в однопутном исчислении) составляла 189 км. Однако в 1980-х годах участь многих городов СССР по уменьшению роли трамвая достигла и Новосибирска. Были демонтированы линии со многих крупных центральных улиц: Красного проспекта, улиц Гоголя и Кошурникова. В 1987 году была достигнута максимальная протяжённость трамвайных путей — 191,4 км; в дальнейшем происходит сокращение трамвайной сети Новосибирска — уже в 1989 году она снижается до 181 км.
В 1990-е, на оборотном кольце «Молкомбинат» была площадка на консервации трамвайных вагонов, из-за переполнение новых КТМ-5 из всех четырёх депо. Там хранились старые трамваи модели РВЗ-6, которые были готовы к списанию (и есть что по ошибки попадали, основном это более новые вагоны). 
В 1992 году по причине перегруженности автотранспортом Октябрьского моста через реку Обь, было принято решение о ликвидации трамвайного движения по вышеуказанному мосту. С этого момента в Новосибирске образовались две изолированные друг от друга трамвайные системы на обоих берегах Оби (такая ситуация уже была в городе с 1940 года по 1955 год, до открытия движения через Октябрьский мост).
В 1996 году, была окончена "консервация". большая часть трамваев были списаны, а меньшая были отвезены и приписаны в Кировское (Левобережное) Трамвайное Депо.
В 1998 было закрыто Дзержинское Трамвайное Депо, а трамваи были переданы в Октябрьское (Правобережное) Трамвайное Депо.
В 1999 году произошла переиндексация трамвайных вагонов на Левом берегу. Например, до 1999 года номер 4036 стал 2136, а 4049 — 2149 и так далее, исчезли трамваи в Системе Многих Единиц.
В 2006 году было закрыто Ленинское Трамвайное Депо, а трамваи были переданы в Кировское (Левобережное) Трамвайное Депо.
В 2007 было ликвидировано (старое) трамвайное кольцо «Станция Метро "Площадь Маркса"», что два трам. маршруты соединились в один (№15 и №12 в №15, №18 и №4 в №18) и был отменён №3.
По данным на 2012 год, в городе насчитывалось порядка 145—150 км трамвайных путей (в однопутном исчислении). Из них 48 км находились в аварийном состоянии.

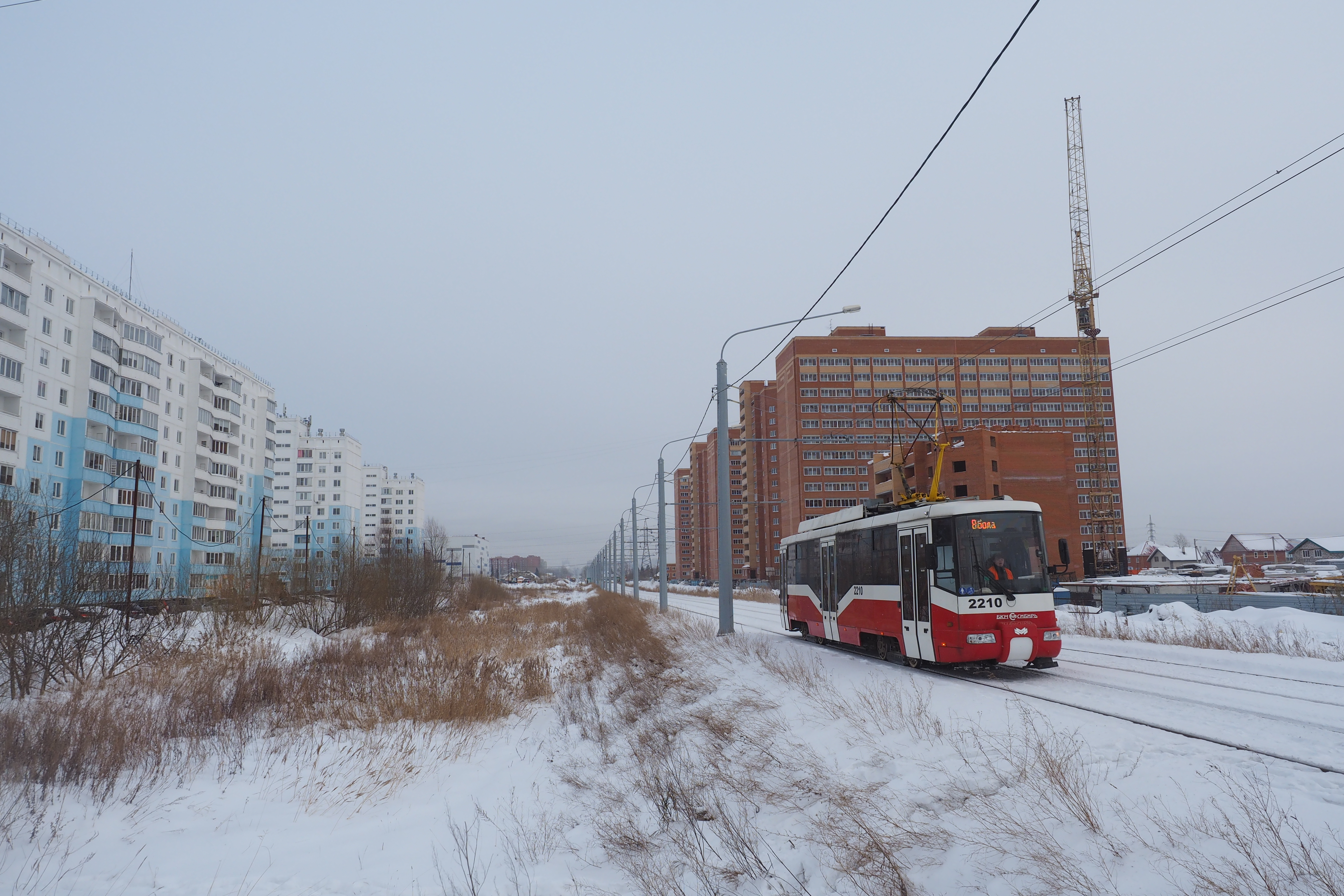
Линия в ж\м Чистая Слобода

В 2014 году наступили изменения в развитии трамвая, сокращение сети прекратилось, выполнен масштабный ремонт путей на улицах Мичурина, Троллейной, проспекте Дзержинского, запланированы новые ремонты (в том числе на конечных станциях), восстановлено кольцо на площади Маркса.
В июле 2015 года был построен правый поворот с ул. Сибиряков-Гвардейцев на ул. Вертковскую по направлению от площади Маркса, а также в обратном направлении. Это позволило организовать короткий маршрут № 16 до площади Маркса от Юго-Западного ж/м.

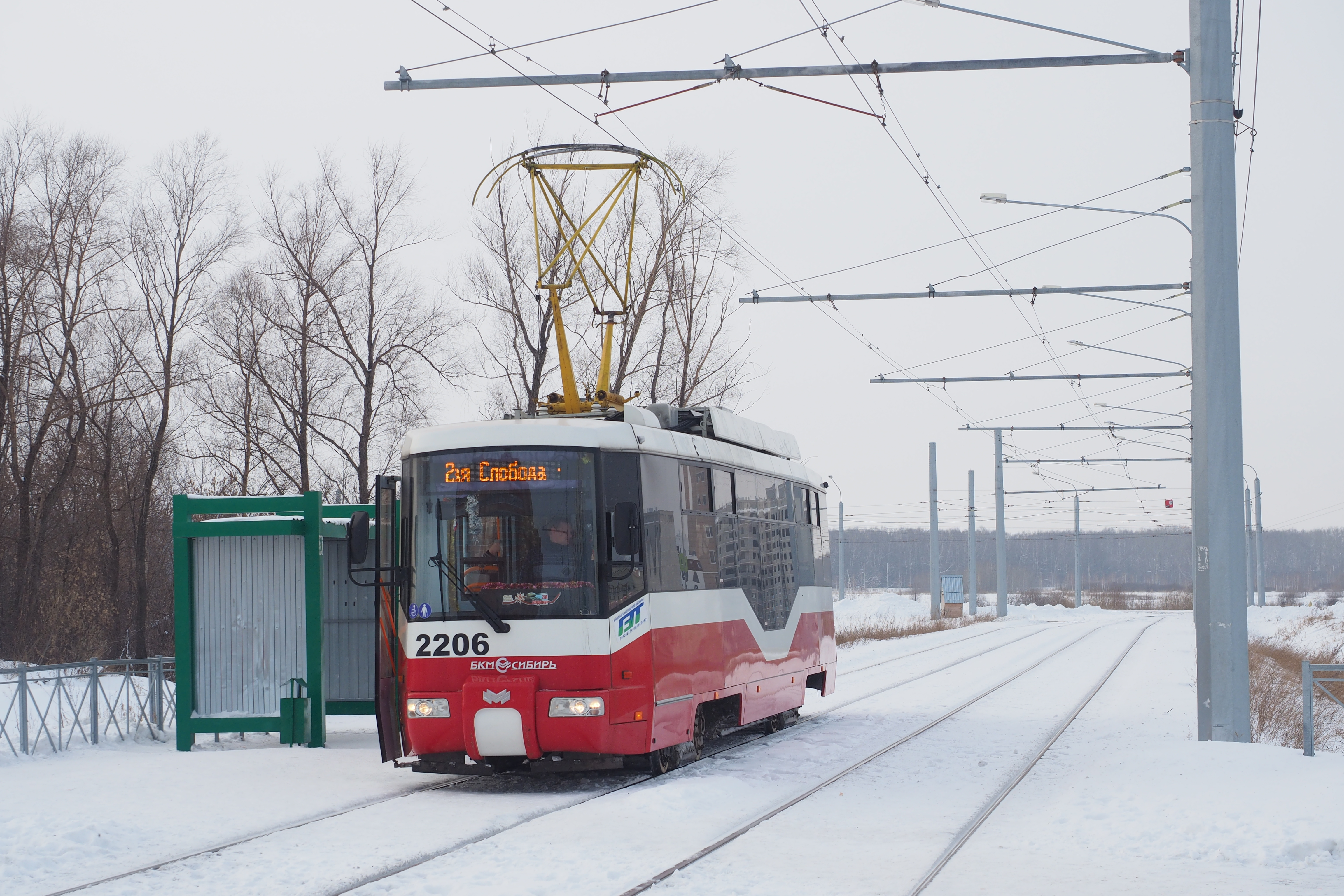
Новая линия (2018)

В 2015—2016 линия по улице Титова была продлена до нового микрорайона «Чистая Слобода» от конечной станции «Пос. Южный». Активное строительство велось с июля по октябрь 2016 года. Для работы на новой линии создан короткий маршрут № 2, который соединил микрорайон с метро, а старый маршрут № 8 попробовали соединить с маршрутом № 16. Через 2 месяца маршрут № 2 переведён из пикового на постоянный график, а маршрут № 8 возвращён на старую трассу.

Карта трамвайных маршрутов Новосибирска на 2016—2020 годы, до закрытия кольца ТЭЦ

## Маршруты

Карта трамвайных маршрутов (2022)

| Действующие маршруты                                |                                                            |                                                           |
| №                                                   | Маршрут                                                    | Берег                                                     |
| 2                                                   | Метро «Площадь Маркса» — мкр. «Чистая Слобода»             | Левый                                                     |
| 3                                                   | Метро «Площадь Маркса» — Молкомбинат                       | Левый                                                     |
| 8                                                   | Улица Титова (Площадь Маркса) — мкр. «Чистая Слобода»      | Левый                                                     |
| 10                                                  | Бугринская роща — Хлебозавод — Бугринская роща (кольцевой) | Левый                                                     |
| 11                                                  | Сосновый бор — Золотая горка                               | Правый                                                    |
| 13                                                  | Улица Писарева — Гусинобродское шоссе                      | Правый                                                    |
| 14                                                  | Площадь Калинина — Сад Мичуринцев                          | Правый                                                    |
| 15                                                  | Юго-Западный жилмассив — Бугринская роща                   | Левый                                                     |
| 16                                                  | Юго-Западный жилмассив — Метро «Площадь Маркса»            | Левый                                                     |
| 18                                                  | Юго-Западный жилмассив — Советское шоссе                   | Левый                                                     |
| Отменённые маршруты                                 |                                                            |                                                           |
| №                                                   | Маршрут                                                    | Маршрут                                                   |
| 4                                                   | Посёлок Чемской - Метро «Площадь Маркса»                   | Посёлок Чемской - Метро «Площадь Маркса»                  |
| 9                                                   | ТЭЦ-2 - Молкомбинат                                        | ТЭЦ-2 - Молкомбинат                                       |
| 12                                                  | Бугринская Роща - Метро «Площадь Маркса»                   | Бугринская Роща - Метро «Площадь Маркса»                  |
| 19                                                  | ж/м Станиславский - ж/м Станиславский (кольцевой)          | ж/м Станиславский - ж/м Станиславский (кольцевой)         |
| 22                                                  | Молкомбинат - Посёлок Южный                                | Молкомбинат - Посёлок Южный                               |
| 25                                                  | Молкомбинат - Посёлок Чемской (Советское Шоссе, де-юре)    | Молкомбинат - Посёлок Чемской (Советское Шоссе, де-юре)   |
| Маршруты, которые могут ввести из-за ремонтов путей |                                                            |                                                           |
| №                                                   | Маршрут                                                    | Маршрут                                                   |
| 1                                                   | Советское Шоссе - Бугринская Роща                          | Советское Шоссе - Бугринская Роща                         |
| 1Б (9к)                                             | Молкомбинат - Бугринская Роща                              | Молкомбинат - Бугринская Роща                             |
| 5                                                   | Сад Мичуринцев - Золотая Горка                             | Сад Мичуринцев - Золотая Горка                            |
| 14к (К)                                             | Сад Мичуринцев - Гусинобродское Шоссе                      | Сад Мичуринцев - Гусинобродское Шоссе                     |
| 17                                                  | пл. им. Калинина - Сосновый Бор                            | пл. им. Калинина - Сосновый Бор                           |
| 25                                                  | Молкомбинат - Посёлок Чемской (Советское Шоссе, де-факто)  | Молкомбинат - Посёлок Чемской (Советское Шоссе, де-факто) |
| 33                                                  | пл. им. Калинина - Золотая горка                           | пл. им. Калинина - Золотая горка                          |

## Депо

### Филиал № 4МКП ГЭТ
(до 2007 — Левобережное трамвайное депо).
Организовано путём объединения в 1999 г. Ленинского и Кировского трамвайных депо.
- Обслуживает маршруты № 2, 3, 8, 10, 15, 16, 18.
- Подвижной состав: 97 % — АКСМ-62103 52 вагона, Один вагон КТМ-8 находится в резерве. Вагоны 71-605 отстранены от пассажирской эксплуатации. С 2008 года эксплуатируется два КТМ-19КТ - 3% от выпуска, Один вагон 71-623-00 (с октября 2019 не эксплуатируется по причине поломки тележки, в октябре 2024 был перевезён из Правого в Левый берег)

В 2015 году закуплены пять вагонов Tatra KT4DM из Германии, прошедших капитальный ремонт, в данный момент не эксплуатируются. В 2016 куплены 10 поддержаных КТМ-8КМ из Москвы, однако на текущий момент они выведены из эксплуатации.
- С 2017 года проводится модернизация вагонов КТМ-5 на местном предприятии «БКМ-Сибирь» (фактически от старых вагонов остаются лишь отдельные элементы тележек; вагоны поступают из Белоруссии в виде машинокомплектов (кузовов) и на месте оснащаются оборудованием местного производства). По состоянию на октябрь 2024 года модернизировано 52 вагона для левобережного депо
- В течение 2024 года проводится модернизация 20 вагонов со сменой модели на БКМ т701 для правобережного депо.
- Нумерация вагонов: 2006—2212. До объединения — 4001-4221

На территории Левобережного депо имеется музей Горэлектротранспорта, однако на момент февраля 2023 года он закрыт для посещения.

### Филиал № 5МКП ГЭТ
(до 2007 — Правобережное трамвайное депо). Организовано путём объединения в 1998 г. Октябрьского и Дзержинского (старейшего в городе) трамвайных депо. В 2008 году рельсовая связь с Дзержинской площадкой уничтожена.
- Обслуживает маршруты № 11, 13, 14
- Подвижной состав: 71-619К, 71-619КТ, 71-619А, БКМ-Т701. 
  - В июне 2024 года предприятие «БКМ-Сибирь» объявило о планах изготовить для города 20 новых вагонов модели АКСМ-Т701. Все машины планируются к передаче в депо до конца года[20].

Обозначение трамваев в депо на 2003 год: 3001-3118,2003-2219 — пассажирские вагоны, работающие на маршрутах. КВ — контактные вышки, Г — грузовые вагоны, МП — моторные платформы, РТ — рельсотранспортёры, ПРМ — сварочные вагоны, С — щёточные снегоочистители, СД — вихревые снегоочистители, П — поливомоечные вагоны, ЭВК — экскурсионные вагоны, У — учебные вагоны.

## Подвижной состав
По состоянию на июль 2025 в Новосибирске эксплуатируется 115 вагонов. За всё время существования трамвая в Новосибирске эксплуатировались следующие типы пассажирских вагонов:
| Тип вагона  | Начало эксплуатации | Окончание эксплуатации  | Общее количество | В эксплуатации                   |
| ----------- | ------------------- | ----------------------- | ---------------- | -------------------------------- |
| Х/М         | 1934                | ?                       | ?                | 0                                |
| Ф и БФ      | 1962                | ?                       | 65               | 0                                |
| КП и С      | ?                   | ?                       | 80               | 0                                |
| МС и ПС     | 1955                | ?                       | 89 и 122         | 0                                |
| КТМ/КТП-1   | 1952                | 1965, Музейный          | 46 и 49          | 0                                |
| КТМ/КТП-2   | 1961                | 1965                    | 3                | 0                                |
| МТВ-82      | 1950                | 1969                    | 103              | 0                                |
| Tatra K2SU  | 1968                | 1976                    | 36               | 0                                |
| РВЗ-6       | 1961                | 1982; Музейный          | 120              | 0                                |
| РВЗ-6М      | 1961                | 1988                    | 315              | 0                                |
| РВЗ-6М2     | 1961                | 2007                    | 416              | 0                                |
| РВЗ-7       | 1983                | 1988                    | 8                | 0                                |
| 71-605А     | 1988                | 2023; Экскурсионный     | 107              | 2 (1 экскурсионный, 1 служебный) |
| КТМ-5М3     | 1988                | 2024, Музейный          | 134              | 0                                |
| ЛМ-99К      | 2001                | ~2021                   | 1                | 0                                |
| ЛМ-99КЭ     | 2003                | 2022                    | 2                | 0                                |
| 71-619КТ    | 2008                | Эксплуатируется         | 4                | 4                                |
| АКСМ-60102  | 2011                | Эксплуатируется         | 1                | 1                                |
| 71-623      | 2012                | 2019                    | 1                | 0                                |
| АКСМ-62103  | 2014                | Эксплуатируется         | 62               | 60                               |
| Tatra KT4DM | 2015                | ~2022                   | 5                | 0                                |
| 71-608КМ    | 2016                | 2023 (как пассажирский) | 9                | 1 (как служебный)                |
| 71-619К     | 2019                | Эксплуатируется         | 20               | 20                               |
| 71-619А     | 2020                | Эксплуатируется         | 9                | 9                                |
| 71-619АС    | 2020                | Эксплуатируется         | 1                | 1                                |
| БКМ Т701    | 2024                | Эксплуатируется         | 20               | 20                               |

Динамика изменения числа пассажирских вагонов в Новосибирске:

## Перспективы
С 1980-х годов, когда после начала строительства метро трамвайная сеть города приобрела близкий к современному облик, выдвигались различные предложения по её развитию, однако большая их часть осталась нереализованными, и все последующие годы протяжённость сети, число вагонов и маршрутов только сокращались.
Например, в «наследство» от предложения перенести при строительстве метро трамвай с ул. Сибиряков-Гвардейцев на ул. Ватутина на мосту через р. Тула сохранился никогда не эксплуатировавшийся отрезок рельсов. Существует более правдоподобная версия, что рельсы являются просто элементом силовой конструкции этого «моста» и не предназначались для трамвайного движения.
Другой подобный артефакт ещё несколько лет назад можно было встретить на пересечении ул. Писарева и Ипподромской. Это свидетельство планов по соединению трамвайного кольца на ул. Писарева с линиями по пр. Дзержинского либо ул. Богдана Хмельницкого.
Наиболее реальной перспективой является продление путей от кольца на Гусинобродском шоссе до автовокзала. Также ведутся разговоры о продлении линии с ул. Петухова до Южно-Чемского жилмассива.
В более дальние перспективы входят:
- Возвращение трамвайной линии на проспекте Дзержинского.
- Продление линии до с конечной «Сосновый бор» до ж/м Родники.[27]
- Соединение конечных на Юго-Западном ж/м и ул. Петухова по ул. Хилокской.
- Строительство линии по ул. Дукача до ул. Станционной.
- Продолжение пути на юг по ул. Сибиряков-Гвардейцев и далее в Затулинский ж/м.

В конце 2010-х годов обсуждались следующие проекты:
- Перенос трамвайного кольца за Оперным театром к пересечению улиц Зыряновской и Гурьевской. В другом варианте проекта предлагается в рамках строительства развязки у Октябрьского моста расположить трамвайное кольцо непосредственно в расширении улицы Восход возле окончания бульвара.
- Расширение улицы Зыряновской и превращение её в дублёр Большевистской на участке от Южной площади до Коммунального моста. При этом трамвайная линия маршрута № 13 будет перенесена ближе к линии железной дороги. По словам специалистов «Новосибгражданпроекта», сначала будут построены новые трамвайные пути, а лишь затем демонтированы старые, чтобы не прерывалось движение трамваев. Однако при этом не вполне ясным остаётся вопрос об организации нормального пересечения трамвайных путей и улицы Восход[28].
- Предпроектные проработки будущих линий скоростного трамвая. Определены 4 приоритетных направления:
  - Площадь Маркса — пос. Чемской — Краснообск — ОбьГЭС;
  - Площадь Калинина — ул. Учительская — ж/м Снегири и Родники;
  - Центр — ул. Орджоникидзе — ул. Лескова — ул. Выборная — Плющихинский ж/м — Гусинобродское шоссе;
  - Ул. Котовского — ул. Широкая — ул. Порт-Артурская.